# Либера, Адальберто
Адальбе́рто Ли́бера (итал. Adalberto Libera, 16 июля 1903, Вилла-Лагарина, Трентино-Альто-Адидже — 17 марта 1963, Рим) — итальянский архитектор, один из крупнейших представителей итальянского движения новеченто, неоклассического и рационалистического направления.

## Биография
Родился в маленькой деревушке в семье строителей из области Трентино на севере Италии, славящейся в истории искусства умелыми инженерами и архитекторами. Учился на математическом факультете университета в Парме (1925), одновременно посещая уроки архитектуры в Королевском институте искусств «Паоло Тоски» (ит.). Затем, с 1928 года, учился на архитектурном факультете университета Сапиэнца в Риме, посещал лекции в политехнических институтах Турина и Милана. В 1926 году Либера примкнул к «группе семи» (ит., итал. Gruppo Sette): художникам итальянского новеченто. Его друг Фортунато Деперо, также родом из Трентино, познакомил его с идеями футуризма.
Адальберто Либера стал одним из основателей в 1930 году «Итальянского движения за рациональную архитектуру» (ит., MIAR: «Movimento Italiano di Architettura Razionale»). Либера был одним из организаторов и участником Первой (1928) и Второй (1931) «Выставок итальянской рациональной архитектуры». Людвиг Мис ван дер Роэ пригласил Либеру участвовать в Штутгартской выставке Веркбунда 1927 года. В 1928 и 1931 годах Либера организовывал выставки MIAR в Риме. В 1932 году в Риме состоялась Выставка фашистской революции («Mostra della Rivoluzione Fascista»), в которой Либера также принимал участие.
Грандиозной планировалась Всемирная выставка 1942 года в Риме (EUR: «Esposizione Universale di Roma»). Её проведению помешала война, но архитектурные сооружения, частично достроенные в 1950-х годах, составляют важный этап развития европейского неоклассицизма. Либера является автором Дворца конгрессов, здания, которое отразило уникальное сочетание неоклассицизма, восходящего к древнеримской архитектуре, и модернизма, нашедшего в частности отражение в живописи Джорджо де Кирико, лидера художников «метафизического искусства». Примечательно, что мотив аркад — характерный для античной и ренессансной архитектуры — своеобразно претворен и в «метафизической живописи» де Кирико. Он же многократно повторяется в зданиях EUR. Для района EUR Либера в 1939 году спроектировал Арку. Её изображение можно видеть на официальном рекламном плакате Всемирной выставки. Огромную арку из стали, одетую в алюминиевый сплав, диаметром до 320 м планировали возвести в качестве ворот в Рим со стороны ведущей от моря автострады. Она не была построена, но идею использовал американский архитектор финского происхождения Ээро Сааринен (младший) для знаменитой американской арки: «Ворота Запада» в Сент-Луисе, штат Миссури, (проект 1947—1948, реализация 1965—1967). В настоящее время в Риме подготовлен проект возведения арки EUR.
Как и его сверстники — Джованни Микелуччи, Джузеппе Пагано, Джузеппе Терраньи, Марчелло Пьячентини, Аньоло Мадзони, — Либера был вынужден вступить в фашистскую партию. После поражения Италии во Второй мировой войне ему пришлось пережить творческую изоляцию. Прожив несколько лет в своём родном Трентино, он вернулся к работе.
В 1939—1941 годах работал в Югославии и СССР. Его архитектурное творчество складывалось под влиянием германского Веркбунда. Как дизайнер он проектировал мебель, бытовые изделия промышленного производства. В 1954—1962 годах спроектировал и построил здание областного правительства для региона Трентино - Альто-Адидже в Тренто.

## Спроектированные сооружения
- 1937 — Вилла Малапарте
- 1938 - Дворец съездов в Риме